# ARIH1
ARIH1‏ (Ariadne RBR E3 ubiquitin protein ligase 1) هوَ بروتين يُشَفر بواسطة جين ARIH1 في الإنسان.